# Ralltrast
För fågelfamiljen Rhinocryptidae, se tapakuler.
Ralltrast (Eupetes macrocerus) är en säregen sydostasiatisk tätting som placeras i både ett eget släkte och egen familj, Eupetidae.

## Utseende och läten
Ralltrasten är en medelstor och smärt tätting, 28–30 centimeter lång. Den har en lång och tunn hals, lång svart näbb, långa ben och en lång stjärt. Fjäderdräkten är huvudsaklogen brun med en mer rödaktig panna och krona. Framsidan av halsen, hakan och strupen är kastanjefärgad.. Ett långt, svart ögonstreck går från näbben till nacksidan, med ett brett vitt ögonbrynsstreck ovanför. Könen är lika.
Lätet är ett långt monotont visslande. När den blir uppjagad ger den ifrån sig en serie av grodlika läten.

## Utbredning och systematik
Ralltrast förekommer i Sydostasien och delas upp i två underarter med följande utbredning:
- Eupetes macrocerus macrocerus – thailändska halvön, Malackahalvön, Sumatra och norra Natunaöarna
- Eupetes macrocerus borneensis – bergstrakter på norra Borneo

Tidigare fördes den till timaliorna, därav dess tidigare svenska namn ralltimalia. Senare placerades den i samma familj som de australiensiska vakteltrastarna och snärtfåglarna. Genetiska studier från 2007 visar dock att ralltrasten utgör en alldeles egen utvecklingslinje tillsammans med fyra afrikanska arter som numera placeras i de två afrikanska familjerna klipphoppare (Chaetopidae) och kråktrastar (Picathartidae).

## Ekologi
Ralltrasten förekommer i högväxta låglänta skogar,  men även i sumpskog och hedskog. Den lever ett tillbakadraget liv på marken där den rör sig snarast som en rall och springer hellre undan än flyger iväg när den blir störd. Fågeln livnär sig huvudsakligen av insekter, bland annat cikador och skalbaggar, men även spindlar och maskar.
Relativt lite är känt om dess häckningsvanor. Den lägger sina två ägg i januari-februari och flygga ungar har setts i juni. Boet är skålformat och placeras troligen nära marken på en hög av döda löv.

## Status och hot
Ralltrasten kategoriseras av internationella naturvårdsunionen IUCN som nära hotad (NT) på grund av att den minskar relativt kraftigt i antal till följd av habitatförlust. Att den inte placeras i en högre hotkategori motiveras med att arten i viss grad tolererar habitatdegradering och förekommer även i lägre bergstrakter där skogsavverkningarna är måttligare. Världspopulationen har inte uppskattats, men den beskrivs som alltifrån fåtalig till relativt vanlig i stora delar av utbredningsområdet.